# Кабачкова ікра

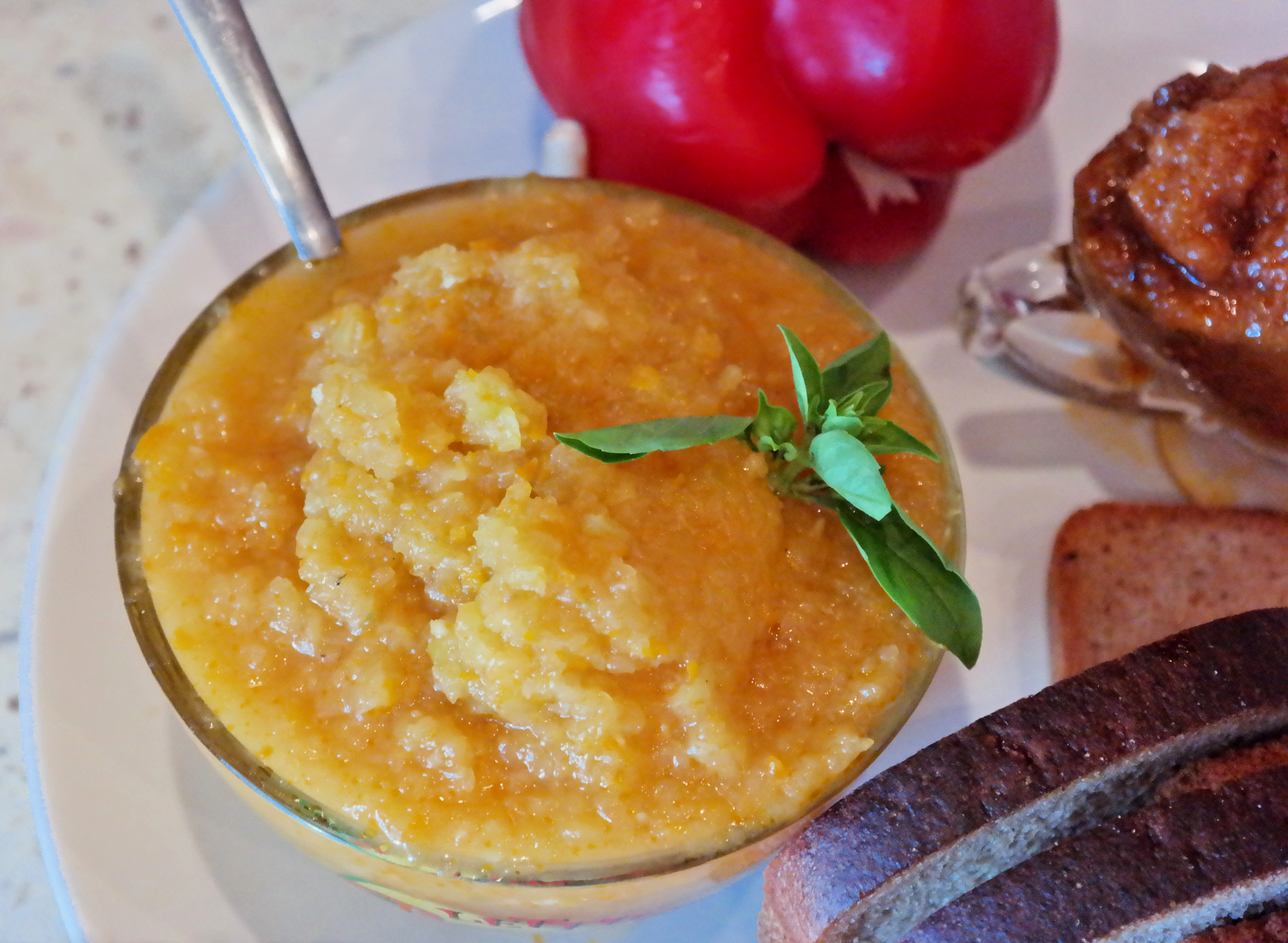
Кабачкова ікра домашнього приготування

Кабачкова ікра — один з видів овочевої ікри.

## Корисні властивості
Кабачкова ікра вважається малокалорійною, смачною та корисною стравою. Вона легко засвоюється організмом. Її можна вживати влітку, а також консервувати, щоб насолоджуватися взимку.У кабачках міститься велика кількість корисних мікроелементів, таких як мідь та залізо, фосфор та натрій, велика кількість органічних кислот та вітамінів В і С.

## Приготування
Основні продукти для виготовлення кабачкової ікри: кабачки, морква, цибуля, томатна паста. Додаються також сіль і спеції. Кабачки для приготування ікри проходять через термічну обробку (в домашніх умовах це може бути відварювання, запікання в духовці або обсмажування).
Промисловий спосіб виготовлення ікри з кабачків дещо відрізняється від домашнього. Крім маси з обсмажених свіжих або заморожених кабачків, можуть використовуватися так звані «інтенсивно обсмажені кабачки», — продукт, отриманий після обробки бланшованої подрібненої кабачкової маси на контактних парових плитах, і представляє собою карамелізовані коричневі частинки величиною 1—2 мм, які просякнуті олією і мають запах і смак смажених кабачків.

## Поширення в Україні
В Україні виробляється низкою виробників, серед них один з найвідоміших — Ніжинський консервний завод. Кабачкову ікру також готують вдома.